# Giacomo Pastorino
Giacomo Pastorino, né le 7 juin 1980 à Savone, est un poloïste international italien.
Il est médaillé d'argent olympique en 2012 avec l'équipe d'Italie de water-polo masculin.

## Palmarès

### En club
| - Bissolati Cremona - Coupe d'Italie : - Vainqueur : 2005. |  | - Pro Recco - Ligue des champions : - Vainqueur : 2012. - Supercoupe d'Europe : - Vainqueur : 2015. - Ligue adriatique : - Vainqueur : 2012. - Championnat d'Italie : - Vainqueur : 2011, 2012, 2013, 2014, 2015 et 2016. - Coupe d'Italie : - Vainqueur : 2011, 2014, 2015 et 2016. |

### En sélection
- Italie
  - Jeux olympiques :
    - Médaille d'argent : 2012.

  - Championnat du monde
    - Vainqueur : 2011.

  - Ligue mondiale :
    - Finaliste : 2011
    - Troisième : 2012.

  - Championnat d'Europe :
    - Finaliste : 2010